# Маханьков, Владимир Игоревич
Влади́мир И́горевич Маханько́в (укр. Володимир Ігорович Маханьков; род. 29 октября 1997, Славутич, Киевская область) — украинский футболист, вратарь клуба «Кривбасс».

## Клубная карьера
Родился в городе Славутич, Киевская область. С 6 лет занимался в академии киевского «Динамо», первый тренер — Виктор Кащей. Выступал за юношескую и молодежную команду динамовцев. За команду U-19 дебютировал 10 сентября 2014 в победном (3:0) выездном поединке против ужгородской «Говерлы». За молодежный состав «Динамо» дебютировал 8 ноября 2014 в победном (2:0) домашнем поединке против львовских «Карпат».
В конце 2016 подписал новый контракт с «динамовцами», срок действия которого завершался 31 декабря 2019. В середине июля 2019 года киевский клуб на собственном официальном сайте опубликовал заявку на сезон 2019/20 годов, в котором фамилия Владимира отсутствовала.

## Карьера в сборной
Вызывался в юношеские сборные Украины до 15 лет, до 16 лет и до 17 лет, которые возглавлял Олег Кузнецов. В 2015 году сыграл три поединка за юношескую сборную Украины (до 19), а в следующем году провел один поединок за юношескую сборную Украины (до 20).
В молодежной сборной Украины дебютировал 7 сентября 2018 в победном поединке квалификации молодежного чемпионата Европы против сверстников из Латвии.

## Достижения
«Кривбасс»
- Бронзовый призёр чемпионата Украины: 2023/24